# بخش ارس
بخش ارس یکی از بخش‌های تابعه شهرستان پلدشت در استان آذربایجان غربی است.
براساس سرشماری مرکز آمار ایران در سال ۱۳۹۵، جمعیت این بخش برابر با ۱۳٬۷۹۳ نفر (۳٬۷۹۶ خانوار) بوده‌ است. 

## تقسیمات کشوری
دهستان‌های بخش مرکزی 
- دهستان گچلرات شرقی
- دهستان گچلرات غربی

شهر: نازک علیا